# João Monlevade (ort)
João Monlevade är en ort i Brasilien.   Den ligger i kommunen João Monlevade och delstaten Minas Gerais, i den sydöstra delen av landet, 700 km sydost om huvudstaden Brasília. João Monlevade ligger 742 meter över havet och antalet invånare är 72 762.
Terrängen runt João Monlevade är lite kuperad. João Monlevade är det största samhället i trakten.
Runt João Monlevade är det i huvudsak tätbebyggt. Runt João Monlevade är det tätbefolkat, med 709 invånare per kvadratkilometer.